# Cape Disappointment, Graham Land
Cape Disappointment är en udde i Antarktis. Den ligger på Graham Land i Västantarktis. Argentina, Chile och Storbritannien gör anspråk på området.
Terrängen inåt land är huvudsakligen platt, men den allra närmaste omgivningen är kuperad. Trakten är obefolkad.